# Mariano Márquez Solís
Mariano Márquez Solís (Caracas, 1942-1985) fue un novelista y cineasta venezolano. De padre cubano y madre mexicana. 

## Biografía
Estudió su escuela primaria en Aguasfrías, Caracas. En 1952 sus padres deciden trasladarse a Chapultepec, lugar de donde su madre era oriunda. En México se convierte en una de las principales figuras de la literatura. Establecido allí decide unirse a su amigo Pablo Rodríguez Aguirre para realizar su primer cortometrage llamado El fuego en la casa de Unamuno. En 1965 es exiliado por el gobierno de México y opta por irse a España en donde participa en el Congreso de Escritores Antifascistas.
En Madrid, España comienza su máxima producción de novelas. Entre las más destacadas se encuentran: Las tres Marías, La flor en el bosque oscuro y La última trinchera.
En 1971 creó una de sus más destacadas películas: La última noche, en la cual contó con la participación de la primerísima actriz mexicana Lola Domínguez.
Luego de estar 15 años en el exilio en España, el gobierno mexicano le brinda la oportunidad de regresar a México. En 1979 escribe su última novela Alma morena. Por la gran acogida que esta tuvo, Mariano creó un largometraje basado en la misma. Finalmente Mariano Márquez Solís es asesinado en 1985 y aún se desconoce la razón de su asesinato.